# Antão Vaz
Antão Vaz oder auch Antonio Vaz ist eine autochthone Weißwein-Rebsorte in Portugal. Anbaugebiet ist die Region Alentejo in den Gebieten Moura und Vidigueira. Gesamtanbaufläche im Jahr 2010 waren rund 600 Hektar.
Die Rebe stellt keine gesonderten Anforderungen an Boden und Lage, verlangt jedoch ein sonnenreiches und warmes Klima. Sie ist von mittlerer Wuchskraft mit niedrigen Erträgen. Bei Bewässerung der Reben besteht die Gefahr zu hoher Erträge. Die Trauben sind groß und lockerbeerig. Die Beeren sind mittelgroß.
Der Wein ist von (stroh)gelber Farbe, alkoholreich mit einer Aromatik von tropischen Früchten.